# Nikolaj Miklucho-Maklaj
Nikolaj Nikolaevič Miklucho-Maklaj (in russo Николай Николаевич Миклухо-Маклай?, in ucraino Микола Миколайович Миклухо-Маклай?, Mykola Mykolajovyč Myklucho-Maklaj; 1846 – 1888) è stato un etnologo, antropologo e biologo russo di origini ucraine, tedesche e polacche.

## Biografia
Miklucho-Maklaj nacque in un campo temporaneo di operai nei pressi di Novgorod; suo padre era un ingegnere civile che stava lavorando alla costruzione della ferrovia Mosca-San Pietroburgo. Compì gli studi prima in una scuola elementare, media e superiore di San Pietroburgo e dopo alla facoltà di Scienze Biologiche, specializzandosi in Zoologia, Botanica ed Etnologia nell'Università della medesima città.
Viaggiò e studiò a lungo in Europa e divenne amico intimo del biologo Anton Dohrn, con il quale, a Messina, concepì l'idea della costruzione di una stazione di ricerca.
Miklucho-Maklaj lasciò San Pietroburgo per l'Australia a bordo dello schooner Vityaz. Arrivò a Sydney il 18 luglio 1878. Pochi giorni dopo, si avvicinò alla Linnean Society e si offrì volontario per organizzare un centro zoologico, offerta approvata nel settembre dello stesso anno. Il centro, noto come Marine Biological Station, fu costruito dall'insigne architetto di Sydney John Kirkpatrick. Questa struttura, situata nella Baia di Watsons sul lato orientale della Grande Sydney, è stata il primo istituto di ricerca di biologia marina dell'Australia.
In seguito, Miklucho-Maklaj visitò varie volte la Nuova Guinea nord-orientale e visse tra le tribù indigene, scrivendo un trattato comprensivo del loro stile di vita e dei loro costumi.
Sposò Margaret-Emma Robertson, figlia del Premier del Nuovo Galles del Sud, John Robertson. Nel 1887 lasciò l'Australia e tornò a San Pietroburgo per presentare i suoi lavori alla Società geografica russa, portando con sé la famiglia. Miklucho-Maklaj si trovava in cattive condizioni di salute e quello che stava effettuando fu l'ultimo viaggio della sua vita. Nonostante le cure di Sergej Botkin, morì di un tumore cerebrale non diagnosticato all'età di 42 anni. Venne seppellito nel cimitero di Volkovo, ma il cranio fu conservato presso l'Accedemia Medica e Militare di San Pietroburgo.

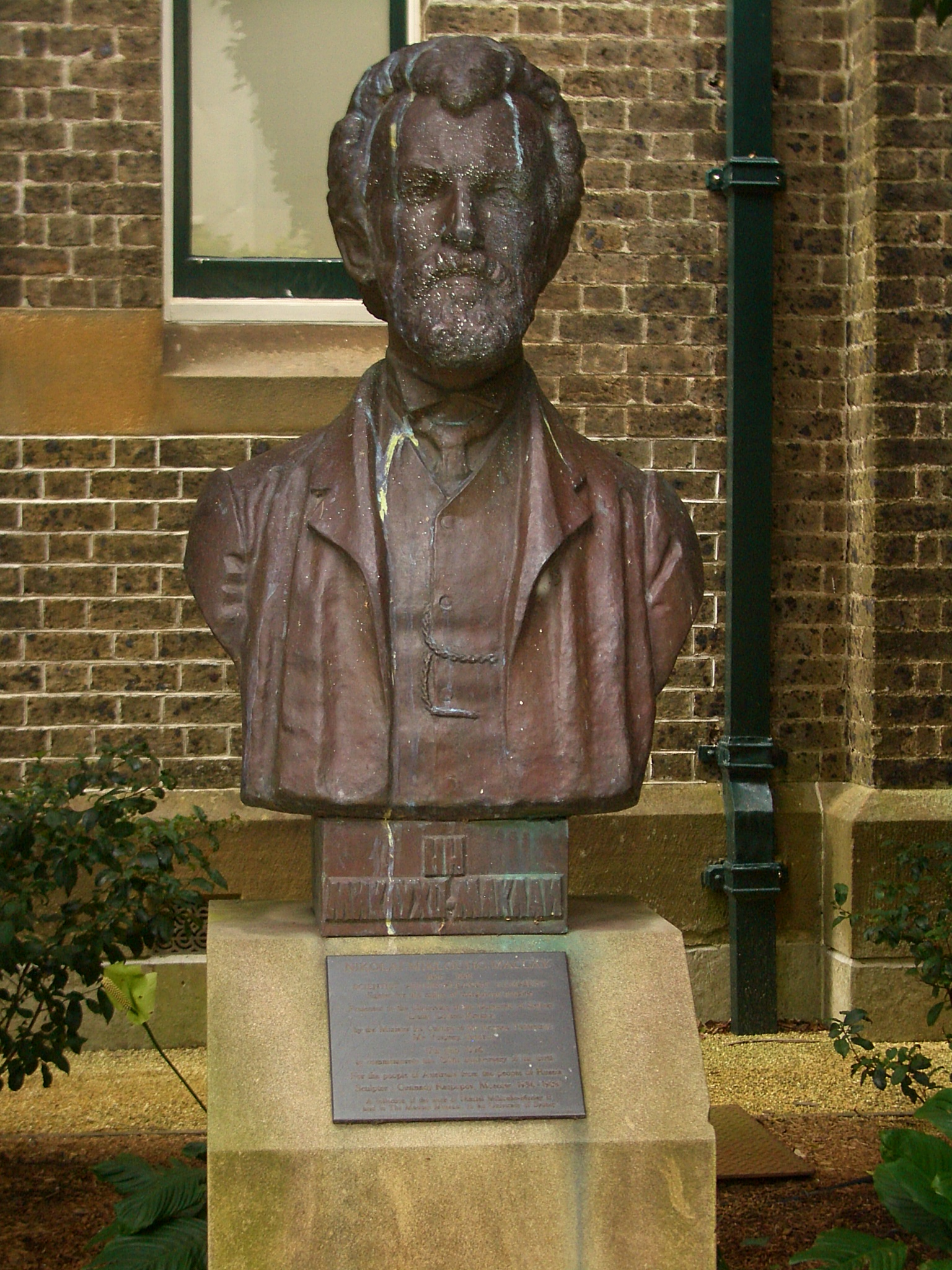
Busto di Miklucho-Maklaj presso il Museo che porta il suo nome, all'Università di Sydney.